# Kurotimi Abaka
Kurotimi Abaka, né le 18 mars 1992,, est un coureur cycliste nigérian.

## Biographie
En 2013, Kurotimi Abaka participe à ses premiers championnats d'Afrique sur route. Les années suivantes, il obtient plusieurs victoires dans des courses locales. Il termine également cinquième du Tour du Bénin en 2018, derrière quatre coureurs burkinabés. 
Lors de la saison 2019, il représente son pays aux Jeux africains. Quatre ans plus tard, il devient champion national du Nigeria à Port Harcourt. 

## Palmarès et résultats

### Par année
- 2014
  - Port Harcourt Criterium
- 2017
  - CC12 Criterium
- 2018
  - West Africa King of the Mountain Race[4]
- 2022
  - Osagyefo Criterium[5]
- 2023
  -  Champion du Nigeria sur route

### Classements mondiaux
| Année           | 2019 |
| --------------- | ---- |
| UCI Africa Tour | 149e |